# Dalil Boubakeur
Pour les articles homonymes, voir Boubakeur.
Dalil Boubakeur (en arabe : دليل بوبكر), né le 2 novembre 1940 à Philippeville (aujourd'hui Skikda en Algérie), est un dignitaire de la communauté musulmane en France. Recteur de la Grande mosquée de Paris entre 1992 et 2020 et président du Conseil français du culte musulman (CFCM) de 2003 à 2008, puis de 2013 à 2015, il assure l'intérim du CFCM depuis le 30 juin 2019.
Il a démissionné, le 11 janvier 2020, de son poste de président de la Société des Habous et des Lieux Saints de l’islam et ainsi de son poste de recteur de la Grande mosquée de Paris et a cédé sa place à Chems-Eddine Hafiz.

## Biographie
Dalil Boubakeur est issu d'une famille de notables algériens cultivés, cooptés par la France. La famille Boubakeur descend de la tribu maraboutique, mystique et guerrière des Ouled Sidi Cheikh qui tient son prestige de ses aïeux soufis et, selon la tradition familiale, descendrait d'Abou Bakr As-Siddiq, le premier calife de l'islam après le prophète Mahomet. Il est le fils de Zoubida Kiouane et de Si Hamza Boubakeur, ancien recteur de la Grande mosquée de Paris.
il a une sœur Rokaya qui est psychiatre.[source insuffisante]
Il naît en Algérie où il passe son enfance et poursuit ses études au lycée Bugeaud d'Alger avant de rejoindre la France métropolitaine avec sa famille en 1957 pendant la guerre d'Algérie. Élève au lycée Louis-le-Grand, il suit des études de médecine et devient médecin, attaché à l'hôpital de la Pitié-Salpêtrière. Il est aussi diplômé en arts et lettres de l’université al-Azhar en Égypte. Par la suite, il est chargé d'enseignement aux facultés de médecine de Paris-Créteil, du Kremlin-Bicêtre et de la Pitié-Salpêtrière. Il est membre du Conseil national de l'Ordre des médecins de Paris depuis 1972. Il parle couramment le français, l'arabe et l'allemand.
En 1985, il devient président de la Société des habous et lieux saints de l’islam puis vice-président de 1987 à 1992. Il est ensuite nommé en 1992 recteur de l’Institut musulman de la Grande mosquée de Paris à la suite des deux recteurs ayant succédé à son père entre 1982 et 1992 (Cheikh Abbas et Tedjini Haddam). En 1993, il fonde l'Institut Al-Ghazali, destiné à la formation des imams et des aumôniers musulmans.
Le 14 février 2002, l'université d'Ulster lui décerne le grade honorifique de Doctor of Laws pour sa lutte pour la tolérance et la réconciliation entre les différentes religions. Le 23 avril de la même année, il est l'invité spécial à la loge maçonnique Aequitas.
En 1997, favorisant le dialogue entre musulmans et bouddhistes, il reçoit à la Grande mosquée de Paris le 14e dalaï-lama qu'il rencontrera plus d'une dizaine de fois.
En avril 2003, il devient le premier président du Conseil français du culte musulman qui vient d'être créé avec le soutien actif de Nicolas Sarkozy, alors ministre de l'Intérieur. Il est réélu en avril 2005. Remplacé en 2008, il est réélu président en 2013 puis remplacé par Anouar Kbibech en 2015. 
Il est également membre du comité de parrainage de la Coordination pour l'éducation à la non-violence et à la paix de la culture de paix et de non-violence et vice-président du Conseil (départemental) de l'Ordre des médecins de la Ville de Paris.
Il est membre d'honneur de l'Observatoire du patrimoine religieux (OPR), une association multiconfessionnelle qui œuvre à la préservation et au rayonnement du patrimoine culturel français.

## Vie privée
Il a deux enfants, Nadia et Sami qui est directeur à l'Office français de l'immigration et de l'intégration à l'ambassade de France au Maroc.

## Divers
Ses positions contre la venue en France de Salman Rushdie en 1996 et lors de l'affaire des caricatures de Mahomet lui ont valu des désapprobations.
Le 4 avril 2015, lors de la rencontre annuelle des musulmans de France au Bourget, il déclare vouloir que le nombre de mosquées soit doublé dans les deux ans à venir. Il participe aux manifestations anti-mariage homosexuel et suggère également d'utiliser des églises vides pour y exercer le culte musulman .

## Distinctions
- Officier de la Légion d'honneur (2004)[20]
- Grand officier de l'ordre national du Mérite
- Docteur honoris causa de l’Université Zitouna (Tunisie)

## Publications
- Le choc des religions : juifs, chrétiens, musulmans, la coexistence est-elle possible ?
- Les Défis de l'Islam
- Lettre ouverte aux Français : l'appel du recteur de la Grande Mosquée de Paris
- L'Appel au dialogue
- Non, l'Islam n'est pas une politique, entretiens avec Virginie Malabard, Desclée de Brouwer, 2003
- L'Islam de France sera libéral
- La Charte du culte musulman
- Le Licite et l'Illicite dans l'Islam
- Bioéthique musulmane (nombreuses communications)
- Une vie au service d'un islam républicain, Éditions de l'Observatoire, 2022

Participation dans : 
- Lettres à Dieu, collectif, Calmann-Lévy, 2004.
- Le Saint Coran : traduction et commentaire intégral, Si Hamza Boubakeur (sous la direction du Dr Dalil Boubakeur et de Abdelhamid Chirane, en collaboration avec la commission théologique de la Grande Mosquée de Paris), Éditions Al-Bouraq, 2021